# Stefan Pawlow
Stefan Georgiew Pawlow (bulgarisch Стефан Павлов) (* 8. November 1914 in Omurtag; † 1993) war ein bulgarischer Jurist.

## Leben
Pawlow studierte in Sofia Rechtswissenschaften. 1951 wurde er Leiter des Lehrstuhls für Strafrecht an der Universität Sofia. 1957 übernahm er die Funktion des Chefredakteurs der Zeitschrift Prawna Missyl. Ab 1961 war er Leiter der Sektion für Strafrecht am Institut für Staats- und Rechtswissenschaften. Pawlow war außerdem Mitglied der Bulgarischen Akademie der Wissenschaften.
Pawlow war maßgeblich an der Erarbeitung der Strafprozeßordnung und des Strafprozessrechts des damals sozialistisch geprägten Bulgarien beteiligt.
Er wurde mit dem Dimitroffpreis ausgezeichnet.